# 4 Heures de Shanghai 2019 (AsLMS)
Navigation
Édition précédente Édition suivante
Les 4 Heures de Shanghai 2019, disputées le 24 novembre 2019 sur le Circuit international de Shanghai, sont la troisième édition de cette course, la seconde sur un format de quatre heures, et la première manche de l'Asian Le Mans Series 2019-2020.

## Engagés

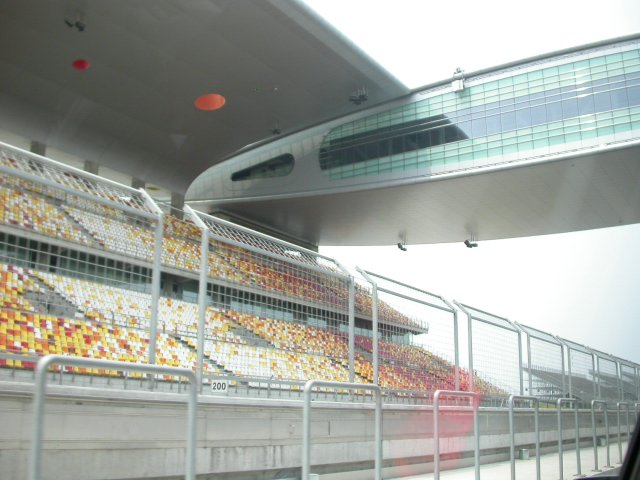
Circuit de Shanghai

La liste officielle des engagés est composée de 26 voitures, dont 11 en LMP2, 6 en LMP3 et 9 en GT.
L'écurie polonaise Inter Europol Competition n'a pas eu de chance car elle n’a pas pu récupérer son container et à du faire sans sa structure de stand et autres pièces. Les deux Ligier JS P217 de l'écurie américaine Rick Ware Racing ont également manqué également à l’appel.

## Qualifications
| Pos. | Classe  | N° | Écurie                    | Pilote                | Temps          | Tours        |
| ---- | ------- | -- | ------------------------- | --------------------- | -------------- | ------------ |
| 1    | LMP2    | 36 | Eurasia Motorsport        | Roberto Merhi         | 1 min 53 s 191 | 6            |
| 2    | LMP2    | 45 | Thunderhead Carlin Racing | Harry Tincknell       | 1 min 53 s 242 | 6            |
| 3    | LMP2    | 26 | G-Drive Racing By Algarve | Roman Rusinov         | 1 min 53 s 410 | 6            |
| 4    | LMP2    | 34 | Inter Europol Endurance   | Mathias Beche         | 1 min 53 s 457 | 6            |
| 5    | LMP2    | 96 | K2 Uchino Racing          | Shaun Thong           | 1 min 53 s 580 | 6            |
| 6    | LMP2    | 1  | Eurasia Motorsport        | Matasaka Yanagida     | 1 min 54 s 556 | 3            |
| 7    | LMP2 AM | 4  | ARC Bratislava            | Kang Ling             | 1 min 56 s 893 | 5            |
| 8    | LMP2 AM | 59 | RLR Msport                | Arjun Maini           | 1 min 57 s 841 | 7            |
| 9    | LMP2    | 33 | Inter Europol Endurance   | Nathan Kumar          | 1 min 58 s 608 | 8            |
| 10   | LMP3    | 3  | Nielsen Racing            | Garett Grist          | 2 min 00 s 112 | 7            |
| 11   | LMP3    | 13 | Inter Europol Competition | Nigel Moore           | 2 min 00 s 515 | 3            |
| 12   | LMP3    | 2  | Nielsen Racing            | Colin Noble           | 2 min 01 s 179 | 5            |
| 13   | LMP3    | 9  | Graff Racing              | David Droux           | 2 min 01 s 215 | 8            |
| 14   | LMP3    | 12 | ACE1 Villorba Corse       | Alessandro Bressan    | 2 min 01 s 719 | 8            |
| 15   | GT      | 27 | HubAuto Corsa             | Davide Rigon          | 2 min 03 s 760 | 5            |
| 16   | GT      | 51 | Spirit of Race            | Alessandro Pier Guidi | 2 min 04 s 041 | 4            |
| 17   | GT      | 77 | D'Station Racing          | Ross Gunn             | 2 min 04 s 042 | 4            |
| 18   | LMP3    | 65 | Viper Niza Racing         | Dominic Ang           | 2 min 04 s 080 | 6            |
| 19   | GT      | 7  | Car Guy Racing            | Antonio Fuoco         | 2 min 04 s 106 | 6            |
| 20   | GT      | 90 | Fist-Team AAI             | Joel Eriksson         | 2 min 04 s 750 | 5            |
| 21   | GT      | 75 | T2 Motorsports            | Rio Haryanto          | 2 min 05 s 005 | 7            |
| 22   | GT      | 88 | JLOC                      | Yusaku Shibata        | 2 min 05 s 050 | 6            |
| 23   | GT      | 17 | Astro Veloce Motorsports  | Jens Klingmann        | 2 min 05 s 194 | 5            |
| 24   | GT      | 16 | Astro Veloce Motorsports  | Michael Lu            | 2 min 10 s 793 | 7            |
| 25   | LMP2 AM | 25 | Rick Ware Racing          | Pas de temps          | Pas de temps   | Pas de temps |
| 26   | LMP2 AM | 52 | Rick Ware Racing          | Pas de temps          | Pas de temps   | Pas de temps |

## Course

### Classement de la course
Voici le classement provisoire au terme de la course.
- Les vainqueurs de chaque catégorie sont signalés par un fond jauni.

| Pos  | Classe  | no | Écurie                    | Pilotes                                                      | Châssis                        | Tours | Temps               |
| Pos  | Classe  | no | Écurie                    | Pilotes                                                      | Moteur                         | Tours | Temps               |
| ---- | ------- | -- | ------------------------- | ------------------------------------------------------------ | ------------------------------ | ----- | ------------------- |
| 1    | LMP2    | 26 | G-Drive Racing By Algarve | Roman Rusinov James French Léonard Hoogenboom                | Aurus 01                       | 111   | 4 h 02 min 04 s 411 |
| 1    | LMP2    | 26 | G-Drive Racing By Algarve | Roman Rusinov James French Léonard Hoogenboom                | Gibson GK428 4,2 l V8 Atmo     | 111   | 4 h 02 min 04 s 411 |
| 2    | LMP2    | 36 | Eurasia Motorsport        | Aidan Read Nicholas Foster Roberto Merhi                     | Ligier JS P217                 | 111   | + 41 s 72 9         |
| 2    | LMP2    | 36 | Eurasia Motorsport        | Aidan Read Nicholas Foster Roberto Merhi                     | Gibson GK428 4,2 l V8 Atmo     | 111   | + 41 s 72 9         |
| 3    | LMP2    | 45 | Thunderhead Carlin Racing | Jack Manchester Harry Tincknell Ben Barnicoat                | Dallara P217                   | 108   | + 3 tours           |
| 3    | LMP2    | 45 | Thunderhead Carlin Racing | Jack Manchester Harry Tincknell Ben Barnicoat                | Gibson GK428 4,2 l V8 Atmo     | 108   | + 3 tours           |
| 4    | LMP2    | 34 | Inter Europol Endurance   | Jakub Śmiechowski James Winslow Mathias Beche                | Ligier JS P217                 | 108   | + 3 tours           |
| 4    | LMP2    | 34 | Inter Europol Endurance   | Jakub Śmiechowski James Winslow Mathias Beche                | Gibson GK428 4,2 l V8 Atmo     | 108   | + 3 tours           |
| 5    | LMP3    | 13 | Inter Europol Competition | Nigel Moore Martin Hippe                                     | Ligier JS P3                   | 107   | + 4 tours           |
| 5    | LMP3    | 13 | Inter Europol Competition | Nigel Moore Martin Hippe                                     | Nissan VK50VE 5.0 L V8 Atmo    | 107   | + 4 tours           |
| 6    | LMP2 Am | 59 | RLR Msport                | John Farano Andy Higgins Arjun Maini                         | Oreca 05                       | 106   | + 5 tours           |
| 6    | LMP2 Am | 59 | RLR Msport                | John Farano Andy Higgins Arjun Maini                         | Nissan VK45DE 4.5 L V8 Atmo    | 106   | + 5 tours           |
| 7    | LMP3    | 2  | Nielsen Racing            | Tony Wells Colin Noble                                       | Norma M30                      | 106   | + 5 tours           |
| 7    | LMP3    | 2  | Nielsen Racing            | Tony Wells Colin Noble                                       | Nissan VK50VE 5.0 L V8 Atmo    | 106   | + 5 tours           |
| 8    | LMP2    | 33 | Inter Europol Endurance   | John Corbett Nathan Kumar Mitchell Neilson                   | Ligier JS P217                 | 105   | + 6 tours           |
| 8    | LMP2    | 33 | Inter Europol Endurance   | John Corbett Nathan Kumar Mitchell Neilson                   | Gibson GK428 4,2 l V8 Atmo     | 105   | + 6 tours           |
| 9    | LMP3    | 9  | Graff                     | Éric Trouillet Sébastien Page David Droux                    | Norma M30                      | 105   | + 6 tours           |
| 9    | LMP3    | 9  | Graff                     | Éric Trouillet Sébastien Page David Droux                    | Nissan VK50VE 5.0 L V8 Atmo    | 105   | + 6 tours           |
| 10   | GT      | 77 | D'Station Racing          | Satoshi Hoshino Tomonobu Fujii Ross Gunn                     | Aston Martin Vantage AMR GT3   | 105   | + 6 tours           |
| 10   | GT      | 77 | D'Station Racing          | Satoshi Hoshino Tomonobu Fujii Ross Gunn                     | Aston Martin 4,0 l V8 Bi-Turbo | 105   | + 6 tours           |
| 11   | LMP3    | 12 | ACE1 Villorba Corse       | Yuki Harata Alessandro Bressan Gabriele Lancieri (en)        | Ligier JS P3                   | 104   | + 7 tours           |
| 11   | LMP3    | 12 | ACE1 Villorba Corse       | Yuki Harata Alessandro Bressan Gabriele Lancieri (en)        | Nissan VK50VE 5.0 L V8 Atmo    | 104   | + 7 tours           |
| 12   | GT      | 88 | JLOC                      | André Couto Yuya Motojima Yusaku Shibata                     | Lamborghini Huracan GT3 Evo    | 104   | + 7 tours           |
| 12   | GT      | 88 | JLOC                      | André Couto Yuya Motojima Yusaku Shibata                     | Lamborghini 5,2 l V10 Atmo     | 104   | + 7 tours           |
| 13   | GT      | 17 | Astro Veloce Motorsports  | Peiwen Qi Max Wiser Jens Klingmann                           | BMW M6 GT3                     | 104   | + 7 tours           |
| 13   | GT      | 17 | Astro Veloce Motorsports  | Peiwen Qi Max Wiser Jens Klingmann                           | BMW P63 4,4 l V8 Bi-Turbo      | 104   | + 7 tours           |
| 14   | LMP2 Am | 52 | Rick Ware Racing          | Cody Ware (en) Mark Kvamme                                   | Ligier JS P2                   | 104   | + 7 tours           |
| 14   | LMP2 Am | 52 | Rick Ware Racing          | Cody Ware (en) Mark Kvamme                                   | Nissan VK45DE 4.5 L V8 Atmo    | 104   | + 7 tours           |
| 15   | GT      | 51 | Spirit of Race            | Francesco Piovanetti Oswaldo Negri Jr. Alessandro Pier Guidi | Ferrari 488 GT3                | 104   | + 7 tours           |
| 15   | GT      | 51 | Spirit of Race            | Francesco Piovanetti Oswaldo Negri Jr. Alessandro Pier Guidi | Ferrari F154CB 3.9 L V8 Turbo  | 104   | + 7 tours           |
| 16   | GT      | 7  | Car Guy                   | Takeshi Kimura Kei Cozzolino Antonio Fuoco                   | Ferrari 488 GT3                | 104   | + 7 tours           |
| 16   | GT      | 7  | Car Guy                   | Takeshi Kimura Kei Cozzolino Antonio Fuoco                   | Ferrari F154CB 3.9 L V8 Turbo  | 104   | + 7 tours           |
| 17   | GT      | 27 | HubAuto Corsa             | Davide Rigon Marcos Gomes Morris Chen                        | Ferrari 488 GT3                | 104   | + 7 tours           |
| 17   | GT      | 27 | HubAuto Corsa             | Davide Rigon Marcos Gomes Morris Chen                        | Ferrari F154CB 3.9 L V8 Turbo  | 104   | + 7 tours           |
| 18   | GT      | 75 | T2 Motorsports            | David Tjiptobiantoro Rio Haryanto Christian Colombo          | Ferrari 488 GT3                | 104   | + 7 tours           |
| 18   | GT      | 75 | T2 Motorsports            | David Tjiptobiantoro Rio Haryanto Christian Colombo          | Ferrari F154CB 3.9 L V8 Turbo  | 104   | + 7 tours           |
| 19   | LMP3    | 65 | Viper Niza Racing (en)    | Douglas Khoo (en) Dominic Ang                                | Ligier JS P3                   | 103   | + 8 tours           |
| 19   | LMP3    | 65 | Viper Niza Racing (en)    | Douglas Khoo (en) Dominic Ang                                | Nissan VK50VE 5.0 L V8 Atmo    | 103   | + 8 tours           |
| 20   | LMP3    | 3  | Nielsen Racing            | Garett Grist Rob Hodes Charles Crews                         | Norma M30                      | 103   | + 8 tours           |
| 20   | LMP3    | 3  | Nielsen Racing            | Garett Grist Rob Hodes Charles Crews                         | Nissan VK50VE 5.0 L V8 Atmo    | 103   | + 8 tours           |
| Abd. | LMP2    | 96 | K2 Uchino Racing          | Haruki Kurosawa Shaun Thong (en)                             | Oreca 07                       | 86    |                     |
| Abd. | LMP2    | 96 | K2 Uchino Racing          | Haruki Kurosawa Shaun Thong (en)                             | Gibson GK428 4,2 l V8 Atmo     | 86    |                     |
| Abd. | LMP2 Am | 4  | ARC Bratislava            | Miroslav Konôpka Andreas Laskaratos Kang Ling                | Ligier JS P2                   | 31    |                     |
| Abd. | LMP2 Am | 4  | ARC Bratislava            | Miroslav Konôpka Andreas Laskaratos Kang Ling                | Nissan VK45DE 4.5 L V8 Atmo    | 31    |                     |
| Abd. | LMP2    | 1  | Eurasia Motorsport        | Nobuya Yamanaka Daniel Gaunt (en) Masataka Yanagida          | Ligier JS P217                 | 24    |                     |
| Abd. | LMP2    | 1  | Eurasia Motorsport        | Nobuya Yamanaka Daniel Gaunt (en) Masataka Yanagida          | Gibson GK428 4,2 l V8 Atmo     | 24    |                     |
| Abd. | GT      | 90 | FIST-Team AAI             | Joel Eriksson Hongli Ye Jun San Chen                         | BMW M6 GT3                     | 15    |                     |
| Abd. | GT      | 90 | FIST-Team AAI             | Joel Eriksson Hongli Ye Jun San Chen                         | BMW P63 4,4 l V8 Bi-Turbo      | 15    |                     |

La Dallara P217 n°45 de l'écurie anglaise Thunderhead Carlin Racing a reçu une pénalité de 3 tours et de 51.075 s car Ben Barnicoat a dépassé son temps de conduite de 6 minutes et 32 s.

## Pole position et record du tour
- Pole position :  Roberto Merhi (#36 Eurasia Motorsport) en 1 min 53 s 191
- Meilleur tour en course :  Ben Barnicoat (#45 Thunderhead Carlin Racing) en 1 min 54 s 975

## Tours en tête
Tours en tête 
- no 36 Ligier JS P217 - Eurasia Motorsport : 35 tours (1-22 / 60-64 / 73-77 / 99-101)
- no 96 Oreca 07 - K2 Uchino Racing : 1 tour (23)
- no 26 Aurus 01 - G-Drive Racing By Algarve Pro Racing : 47 tours (24-35 / 46 / 65-72 / 78-91 / 96-98 / 102-110)
- no 45 Dallara P217 - Thunderhead Carlin Racing : 45 tours (36-45 / 47-59 / 92-95 / 111)

## À noter
- Longueur du circuit : 5,451 km
- Distance parcourue par les vainqueurs : 605,061 km